# Carlos Maria Machado
Carlos Maria Machado (Santarém, 1816 - 1865) fou un compositor portuguès. Fou professor de música en el seminari eclesiàstic de la seva ciutat natal. Posseïa gran disposició per a improvisar al piano, i per aquest instrument va escriure moltes composicions, que no arribaren a publicar-se. A més se li deuen: un Te Deum, Liçöes i Matinas per a Setmana Santa, dues Misses i Novenes de Sant Lluís Gonzaga et da Conceiçäo, etc.,.